# Суеваловы
Суеваловы — деревня в Даровском районе Кировской области в составе Даровского городского поселения.

## География
Находится на расстоянии примерно 4 км по прямой на северо-восток от райцентра поселка  Даровской.

## История
Известна с 1873 года как починок Суеваловский (4 двора и 55 жителей), в 1905 7 и 59 соответственно, в 1926 уже деревня, 12 хозяйств и 70 жителей, в 1950 12 и 35 соответственно.

## Население
Постоянное население  составляло 2 человека (русские 100%) в 2002 году, 2 в 2010.